# The Boys (série de televisão)
The Boys é uma série de televisão norte americana de super-heróis baseada na serie de  histórias em quadrinhos de mesmo nome de Garth Ennis e Darick Robertson. Desenvolvida por Eric Kripke para a plataforma de streaming Prime Video, segue a equipe de justiceiros de mesmo nome que luta contra os Supers, indivíduos superpoderosos que abusam de suas habilidades.
A série estreou em 26 de julho de 2019. Antes da estreia, a Amazon renovou The Boys para uma segunda temporada, que teve início em 4 de setembro de 2020. Antes do lançamento da segunda temporada, foi anunciado que a série já estava com uma terceira temporada confirmada.
Foi adquirida pelo SBT e teve a sua primeira temporada exibida entre 5 de setembro e 24 de outubro de 2020, aos sábados, às 0h30.

## Premissa
The Boys se passa em um universo onde indivíduos superpoderosos são reconhecidos como heróis pelo público em geral e pertencem à poderosa corporação Vought International, que os comercializa e monetiza. Fora de suas personas heroicas, a maioria é arrogante e corrupta. A série se concentra principalmente em dois grupos: os Sete, o principal time de super-heróis da Vought International, e os Rapazes / The Boys, vigilantes, que procuram manter os heróis corrompidos sob controle.
Os Rapazes são liderados por Billy Bruto, que despreza todas as pessoas superpoderosas, e os Sete são liderados pelo egoísta e instável, Capitão Pátria. Enquanto ocorre um conflito entre os dois grupos, a série também segue os novos membros de cada equipe: Hughie Campbell, dos Rapazes, que se junta aos vigilantes depois que sua namorada é morta por um dos Sete; e Annie January / Luz-Estrela dos Sete, uma heroína jovem e esperançosa forçada a enfrentar a verdade sobre os heróis que admira.

## Elenco e personagens

### Principal
- Karl Urban como William "Billy" Bruto, o líder dos Rapazes e ex-agente da CIA que Repudia e desconfia de todos os indivíduos com superpoderes. Ele tem um ódio particular pelo Capitão Pátria, que ele acredita ser o responsável pelo desaparecimento de sua esposa.
- Jack Quaid como Hughie Campbell, um membro dos Rapazes que se junta aos vigilantes depois que sua namorada Robin é morta pelo Trem Bala na 1ª Temporada. Ele sofre de TEPT e possui alucinações constantes com sua namorada morta.
- Antony Starr como John / Capitão Pátria, o líder extremamente poderoso dos Sete. Sob sua imagem pública como um herói nobre e Salvador da Humanidade, ele na verdade é soberbo, sádico e pouco se importa com o bem-estar daqueles que professa proteger. Ele possui super-força e é invulnerável, além de voar e possuir visão de calor. É uma paródia do Superman, da DC Comics e do Capitão América, da Marvel.[8]
- Erin Moriarty como Annie January / Luz-Estrela, uma super-heroína emissora de luz e nova integrante dos Sete. Ao contrário de muitos outros indivíduos superpoderosos, Annie é genuína em seus esforços para ajudar o público e ela é obrigada a saber a verdade sobre os super-heróis. Ela possui um caso com Hughie. Sua personagem é uma referência à Jubileu da Marvel.
- Dominique McElligott como Maggie Shaw / Rainha Maeve, um membro veterano dos Sete que já quis proteger vidas inocentes, mas ficou desiludida e sofre de esgotamento. Como ex-namorada do Capitão Pátria, ela conhece seu verdadeiro caráter. É uma paródia da Mulher-Maravilha, da DC Comics.
- Jessie Usher como Reggie Franklin / Trem-Bala, um membro velocista dos Sete. Ele está determinado a manter seu status como o velocista mais rápido, resultando no seu vício em Composto-V além de ser a causa da morte da namorada do Hughie. É uma paródia do Flash, da DC Comics.
- Laz Alonso como Marvin T. Milk / Leitinho da Mamãe, membro dos meninos responsáveis pela organização e planejamento das operações dos vigilantes. Ele promete continuamente deixar o grupo para a segurança de sua família, em parte devido a seus frequentes confrontos com Francês, mas se vê atraído por Bruto.
- Chace Crawford como Kevin / o Profundo, um membro dos Sete que possui a capacidade de se comunicar com a vida aquática e respirar debaixo d'água. Ele é menosprezado pelos outros membros dos Sete, devido ao seu status de herói aquático simbólico do grupo. Patton Oswalt como a voz das guelras do Profundo. É uma paródia do Aquaman, da DC Comics.
- Tomer Kapon como Serge / Francês, membro dos Rapazes e mercenário especializado em munições, ordenanças, infiltrações e comunicações além de ciências e química. Francês tem uma tendência a não seguir os planos da equipe, o que o coloca em repetidos conflitos com o Leitinho da Mamãe.
- Karen Fukuhara como Kimiko Miyashiro / A Fêmea, um membro mudo e selvagem dos Rapazes com força e resistência aprimorada e cura regenerativa. Injetada involuntariamente com o Composto V como parte de um esquema para criar terroristas superpoderosos. Ela se junta aos Rapazes depois que eles a resgatam. Ela é uma referência à X-23 da Marvel.
- Nathan Mitchell como Black Noir, um membro silencioso dos Sete que possui força e agilidade sobre-humana e esconde sua aparência física por trás de uma roupa escura.
- Elisabeth Shue como Madelyn Stillwell (primeira temporada; segunda temporada: convidada), a carismática e intrigante vice-presidente da Vought International. Mais tarde, ela é morta por Capitão Pátria por guardar muitos segredos dele.
- Colby Minifie como Ashley Barrett (segunda temporada; primeira temporada: recorrente), uma publicitária da Vought International que atua como agente do Starlight. Depois que ela foi demitida por Stillwell, ela foi recontratada por Edgar após a morte de Stillwell, tornando-se a nova vice-presidente da Vought International.
- Aya Cash como Klara Risinger / Tempesta (segunda temporada), a nova integrante feminina dos Sete que desafia publicamente o retrato sexista de Vought de super-heróis. Ela é uma racista enrustida com a habilidade de lançar raios nas pessoas. É uma paródia do Thor, da Marvel Comics. Cash também retrata o super-herói da era da Segunda Guerra Mundial conhecido como Liberty em fotos.
- Jensen Ackles como Ben / Soldier Boy (terceira temporada), Um lendário Super com força e velocidade sobre-humanas que foi originalmente pensado para ser morto pelos russos durante a Guerra Fria. No entanto, ele foi realmente traído por Black Noir e Crimson Countess para os russos e foi mantido em cativeiro por décadas. É revelado que ele é o pai biológico de Homelander.

### Recorrente
- Simon Pegg como Hugh Campbell Sr (primeira temporada), pai de Hughie. Ele se importa profundamente com seu filho, mas não acredita que Hughie tenha confiança para se defender. Pegg foi a inspiração visual para Wee Hughie na série de quadrinhos da qual a série é desenhada.
- Shaun Benson como Ezekiel (primeira temporada), um super-humano cristão elástico que diz que tem a cura gay, mas é secretamente homossexual e lidera uma campanha "Capas para Cristo".
- Ann Cusack como Donna January, mãe de Luz-Estrela. Ela preparou Annie para ser uma super-heroína desde a infância por uma mentalidade vicária da princesa por procuração.
- Jennifer Esposito como Susan Raynor (primeira temporada; segunda temporada: convidada), diretora adjunta da CIA. Mais tarde, ela é morta por um assassino desconhecido.
- Jordana Lajoie como Cherie, namorada de Francês e especialista em armas.
- Malcolm Barrett como Seth Reed (temporada 1; temporada convidado 2), um escritor de Relações Públicas de Vought.
- Christian Keyes como Nathan Franklin, irmão mais velho e treinador do Trem-Bala.
- Shantel VanSanten como Becca Butcher (temporadas 1–2), esposa de Butcher que desapareceu oito anos antes do início da série.
- Nicola Correia-Damude como Elena, ex-namorada da Rainha Maeve.
- Laila Robins como Grace Mallory (segunda temporada; primeira temporada: convidada), uma ex-agente da CIA, fundadora informal dos Rapazes e mentora de Bruto. Seus netos foram mortos pelo super-herói Facho de Luz por sua investigação sobre Vought, o que tornou seu relacionamento com Bruto antagônico e causou a rivalidade entre Francês e Leitinho da Mamãe.
- Giancarlo Esposito como Stan Edgar (segunda temporada; primeira temporada: convidado), CEO da Vought International e superior de Stillwell.
- Claudia Doumit como Victoria "Vic" Neuman (2ª temporada), uma jovem congressista.
- Langston Kerman como Águia o Arqueiro (2ª temporada), um super-herói com temática de arco e flecha que salva o Profundo da prisão.
- Jessica Hecht como Carol Mannheim (2ª temporada), a "professora" e terapeuta de Eagle, o Arqueiro, que o recrutou para a Igreja do Coletivo e trabalha na doutrinação das Profundezas.
- Abraham Lim como Kenji Miyashiro (2ª temporada), o irmão mais novo de Kimiko que possui habilidades telecinéticas.
- Parker Corno (primeira temporada) e Cameron Cravetti (segunda temporada) como Ryan Butcher, filho de Becca e do Capitão Pátria.
- Goran Višnjić como Alastair Adana (temporada 2), o líder carismático e sombrio de uma igreja misteriosa.

### Convidados

#### Introduzidos na 1.ª temporada
- Alex Hassell como Translúcido (1ª temporada), um membro dos Sete que pode se tornar invisível, transformando sua pele em um meta-material de carbono duro como um diamante que distorce a luz ao seu redor.
- Jess Salgueiro como Robin Ward (temporada 1), namorada de Hughie no início da série, que foi morta por Trem-Bala em um impacto de alta velocidade no episódio 1. Ela periodicamente aparece como uma alucinação vista por Hughie devido a uma combinação de TEPT e culpa.
- Mishka Thébaud como Onda de Choque (temporadas 1–2), outro velocista, que participa de uma corrida contra o Trem-Bala, para que pudesse levar seu título como mais rápido e sua posição nos Sete. Mesmo que ele perca a corrida, mais tarde, quando Trem-Bala é removido dos Sete devido a complicações de seu ataque cardíaco, ele o substitui de qualquer maneira.
- Dan Darin-Zanco como Duplicator (temporadas 1–2), um Super metamorfo que trabalha para Vought e foi usado por Stillwell para chantagear o senador Calhoun para permitir que os Supers se alistassem no exército.
- David Reale como Evan Lambert, escritor de Relações Públicas da Vought ao lado de Seth Reed.
- Brittany Allen como Charlotte / Lâmina (temporada 1), uma atriz e super-heroína em um relacionamento secreto com o Trem-Bala. Depois que os rapazes a usaram como informante, Trem-Bala a mata por ordem do Capitão Pátria.
- Débora Demestre como Isadora (1ª temporada), a estilista de Vought para seus heróis.
- Brit Morgan como Rachel (1ª temporada), irmã de Becca e cunhada de Billy.
- Haley Joel Osment como Charles / Mesmer (1ª temporada), um ex-super-herói e ex-estrela infantil que pode ler mentes através do contato pele a pele. Depois de uma parceria temporária com os Rapazes, ele os trai ao Capitão Pátria para se tornar um "herói" novamente, embora mais tarde ele seja morto por Billy Bruto no episódio 7.
- Jackie Tohn como Courtenay (1ª temporada), assistente de produção da Vought.
- John Doman como Jonah Vogelbaum (temporadas 1–2), o cientista da Vought que criou e criou o Capitão Pátria em um laboratório estéril. Capitão Pátria diz a Stillwell que torturou Vogelbaum por respostas no episódio 8. Ele se encontra paraplégico na 2° temporada.
- Alvina August como Monique (1ª temporada), namorada de Leitinho da Mamãe e mãe de sua filha, Janine.
- Brendan Beiser como Jeff (1ª temporada), um agente de Vought que supervisiona o ano sabático de Deep em Sandusky, Ohio.
- Nalini Ingrita como Janine (temporadas 1–2), filha de Leitinho da Mamãe e Monique.
- Krishan Dutt (1ª temporada) e Samer Salem (2ª temporada) como Naqib, um superterrorista explosivo.
- Jim Beaver como Robert "Bob" Singer, Secretário de Defesa dos EUA. O nome de Beaver é uma referência ao seu personagem Bobby Singer na série Supernatural produzida por Kripke.
- Jimmy Fallon, Billy Zane, Mike Massaro e Tara Reid aparecem na série como eles mesmos.

#### Introduzidos na 2.ª temporada
- David Thompson como Lagartixa, um ex-super-herói com habilidades regenerativas, que tira proveito de seus poderes, permitindo que as pessoas o machuquem por dinheiro.
- Chris Mark como Ponto Cego, um super-herói cego que confiava em sua audição, que tentou se juntar aos Sete.
- Adrian Holmes como Dr. Park, o chefe de um condomínio fechado do tipo em que Becca está.
- P.J. Byrne como Adam Bourke, um diretor de cinema que dirige um filme para Vought estrelando os Sete, intitulado Dawn of the Seven
- Dawnn Lewis como Valerie, uma testemunha do assassinato racista de Stormfront na década de 1970.
- Howard Campbell como Myron, irmão de Valerie.
- Katy Breier como Cassandra Schwartz, um membro da Igreja do Coletivo que Carol arranja para se casar com o Abismo.
- Shawn Ashmore como Facho de Luz, um ex-membro dos Sete trabalhando em uma clínica médica da Vought agora. No episódio 5, ele é creditado como Man in Scrubs.
- Barbara Gordon como Judy Atkinson, tia de Butcher, que cuida de seu cachorro, Terror.
- Andrew Jackson como Love Sausage, um assunto de teste do Composto V com um pênis preênsil que pode se esticar a comprimentos enormes.
- Jason Gray-Stanford como Dennis, um homem cujo carro Bruto e Luz-Estrela roubam para levar Hughie ao hospital.
- Ess Hödlmoser como Cindy, uma cobaia de testes Supe que escapa.
- Michael Ayres como Jay, o melhor amigo viciado de Francês.
- John Noble como Sam Butcher, o pai distante de Butcher.
- Lesley Nicol como Connie Butcher, mãe de Butcher.

Kym Wyatt McKenzie e Birgitte Solem retratam Butcher e Stillwell em uma reconstituição da morte do último. Greg Zajac, Anthony Lake e Dylan Moscovitch interpretam os imitadores pornográficos de Homelander, Jack from Jupiter e the Deep. Chris Hansen, Maria Menounos, Greg Grunberg, Nancy O'Dell, Katie Couric e Christopher Lennertz aparecem como eles próprios.

## Episódios
| Temporada | Temporada | Episódios | Episódios | Originalmente lançado | Originalmente lançado |
| Temporada | Temporada | Episódios | Episódios | Estreia da temporada  | Final da temporada    |
| --------- | --------- | --------- | --------- | --------------------- | --------------------- |
|           | 1         | 8         | 8         | 26 de julho de 2019   | 26 de julho de 2019   |
|           | 2         | 8         | 8         | 4 de setembro de 2020 | 9 de outubro de 2020  |
|           | 3         | 8         | 8         | 3 de junho de 2022    | 8 de julho de 2022    |

### 1.ª temporada (2019)
| N.º na série | N.º na temp. | Título                                                           | Dirigido por     | Escrito por                                | Exibição original   |
| --- | ------------ | ---------------------------------------------------------------- | ---------------- | ------------------------------------------ | ------------------- |
| 1 | 1            | "The Name of the Game" "(O Nome Do Jogo)"                        | Dan Trachtenberg | Roteiro por: Eric Kripke                   | 26 de julho de 2019 |
| Hughie Campbell sofre trauma mental depois que sua namorada Robin é morta em um impacto de alta velocidade com o super-herói Trem-Bala. Os advogados oferecem um acordo de US $45.000, que Hughie hesita em aceitar. A aspirante a super-herói Annie January faz o teste como "Luz-Estrela" e é aceita para se juntar aos Sete, após a aposentadoria do Faroleiro. Chegando à sede dos Sete, ela é recebida pelo Profundo, que a chantageia para fazer sexo oral nele. O vigilante Billy Bruto oferece a Hughie a chance de expor a corrupção dos super-heróis, levando-o a um "clube Supes" secreto para mostrar a ele imagens de segurança do Trem-Bala rindo da morte de Robin. Bruto pede a Hughie que aceite o dinheiro do acordo e plante um bug na Torre dos Sete, mas Hughie se recusa. No Central Park, Annie conhece Hughie e se motiva a se defender e enfrentar seus desafios. Hughie planta o inseto, mas Translúcido o descobre e o confronta sozinho no trabalho. Bruto chega e ajuda Hughie a incapacitar o Translúcido. Em outros lugares, Capitão Pátria derruba o avião do prefeito de Baltimore, devido a suas tentativas de chantagear Vought. |              |                                                                  |                  |                                            |                     |
| 2 | 2            | "Cherry" "(Cherry)"                                              | Matt Shakman     | Eric Kripke                                | 26 de julho de 2019 |
| Bruto e Hughie levam Translúcido para Francês, que faz uma meta-bala para perfurar a pele dura como diamante do herói, mas falha em matá-lo. Bruto recorre à diretora do departamento da CIA, Susan Raynor, para os "arquivos Mallory", mas ela se recusa. Madelyn Stillwell, vice-presidente da Vought, fala para Capitão Pátria sobre as evidências encontradas por Profundo, incriminando-o pelo acidente de avião, então ela lida com isso enquanto ele fala com Profundo. Na noite em que Luz-Estrela se une ao Profundo, ela promete matá-lo se ele tentar agredi-la sexualmente novamente. Stillwell chantageia o senador Calhoun, de Oklahoma, por permitir uma votação que poderia permitir à Vought contratar super-heróis para os militares. Annie para um estupro, sem saber que está sendo gravada. Seu agente, Ashley, fica furioso com ela por causa da exposição negativa e implicações legais. Enquanto Capitão Pátria procura por Translúcido, Francês decide colocar explosivos C-4 no cólon de Translúcido, que então temivelmente revela que Trem-Bala estava com sua namorada Popclaw antes de matar Robin. Os meninos descobrem que Capitão Pátria está próximo e não pode correr o risco de matar o Translúcido. Francês e Bruto causam uma distração explosiva. Translúcido escapa e convence Hughie a deixá-lo ir, mas Hughie muda de ideia e detona os explosivos, matando Translúcido.                                       |              |                                                                  |                  |                                            |                     |
| 3 | 3            | "Get Some" "(Na Fissura)"                                        | Phil Sgriccia    | George Mastras                             | 26 de julho de 2019 |
| Enquanto Francês e Bruto limpam os restos de Translúcido, Hughie sai de casa depois de finalmente contar a seu pai como ele realmente se sente. Enquanto isso, Luz-Estrela ganha publicidade positiva por interromper o estupro, apenas para descobrir que Stillwell lhe deu um traje revelador. Ela recusa, mas Stillwell a força a usá-lo ou a perder o emprego. Bruto traz sua ex-amigo, Leitinho, para vigiar Popclaw. Hughie instala spyware em seu computador e eles aprendem que o Trem-Bala usa uma substância que melhora o desempenho, conhecida como "Composto-V". Bruto quer expô-los antes que supers possam ser permitidos nas forças armadas, mas ele precisa de um frasco de Composto-V da próxima corrida do Trem-Bala com Shockwave. De antemão, Hughie conhece Annie como Luz-Estrela, convidando-a para almoçar. Os dois se abrem, levando a seus números de troca. Trem-Bala usa um frasco para vencer a corrida e quebra sua promessa a Popclaw, anunciando que ele é solteiro. Com Leitinho deduzindo Popclaw roubou alguns frascos, eles a encontraram com o coração partido, alto, e no meio de matar seu senhorio durante sexo muito carregado. Bruto aproveita esta oportunidade para chantagear Popclaw como informante. Na sede da Vought, Capitão Pátria revela os restos de Translúcido para Stillwell, juntamente com a mensagem de Bruto, "Indo até você".                                                              |              |                                                                  |                  |                                            |                     |
| 4 | 4            | "The Female of the Species" "(A Fêmea da Espécie)"               | Fred Toye        | Craig Rosenberg                            | 26 de julho de 2019 |
| Seguindo a dica de Popclaw, os Rapazes encontram um esconderijo da Tríade que abriga uma mulher japonesa encarcerada, a Fêmea; quem Francês liberta. Depois que ela mata seus guardas e foge, Leitinho encontra evidências de que a fêmea era um sujeito de teste. Quando Hughie conhece Luz-Estrela enquanto joga boliche, Bruto faz com que ele bata no telefone dela. Com o suprimento de Composto-V comprometido, Trem-Bala faz Popclaw se esconder enquanto ele procura pela Fêmea. Stillwell envia Capitão Pátria e Rainha Maeve para salvar um avião sequestrado, o voo 37, mas Capitão Pátria abandona o avião casualmente quando o plano falha, forçando Maeve a escolher sua sobrevivência em relação à dos passageiros. Francês encontra evidências que levam à Penn Station e faz uma conexão momentânea com a fêmea, mas a perde na multidão. Eles a encurralam nos trilhos, mas o Trem-Bala chega e tenta matá-la. Francês atrai uma multidão para distrair o Trem-Bala, permitindo que a fêmea escape. Os meninos a encurralam novamente, e Francês tenta falar com ela. Ela os ataca, então Bruto usa gás natural. Stillwell tem o prazer de ver Capitão Pátria usar a tragédia para pressionar por jantares militarizados, despertando a multidão com um discurso sincero, enquanto Maeve lamenta aqueles que deixaram morrer. |              |                                                                  |                  |                                            |                     |
| 5 | 5            | "Good for the Soul" "(Bom Para a Alma)"                          | Stefan Schwartz  | Anne Cofell Saunders                       | 26 de julho de 2019 |
| Na "Believe Expo", a Luz-Estrela conversa com alguns adolescentes enquanto é discretamente orientada a promover a agenda do Vought, enquanto Bruto faz Hughie conhecer Ezekiel, o apresentador da Expo e sua próxima liderança. Maeve se sente culpada por deixar o voo 37 cair e visita sua ex-parceira romântica Elena, mas sai antes de se explicar completamente. Bruto leva tempo para conversar com Rachel, sua cunhada, sobre colocar uma lápide para Becca. Trem-Bala mata Popclaw por traí-lo e encontra imagens de vigilância de Francês. Depois que Capitão Pátria sai de uma reunião com Ezekiel, Hughie extorque este último para obter informações sobre o Composto-V e deprecia a única campanha consciente de Ezekiel. Capitão Pátria reúne a multidão com um discurso improvisado. Luz-Estrela quebra o roteiro para falar abertamente e revela sua desconsideração em relação ao cristianismo, seu ataque sexual e os compromissos que ela fez para seu empregador corporativo. Mais tarde, Hughie a conforta e simpatiza com sua situação, contando sobre a morte de Robin. Bruto e Leitinho descobrem que Vought está usando o Composto-V em bebês para fabricar supers. Francês descobre que Black Noir está procurando por ele. Tentando escapar, ele é instruído a deixar a fêmea para trás, mas a libera por simpatia. Ela aparentemente morre protegendo-o de Black Noir, mas depois acorda e suas feridas curam imediatamente. |              |                                                                  |                  |                                            |                     |
| 6 | 6            | "The Innocents" "(Os Inocentes)"                                 | Jennifer Phang   | Rebecca Sonnenshine                        | 26 de julho de 2019 |
| Agora informados, os Rapazes sabem que Vought usou super instituições de caridade para contrabandear o Composto V disfarçado de vacinas e criar super-bebês desde 1971. Annie descobre que Ashley foi demitida e Stillwell exige que ela cumpra sua imagem projetada. Annie recusa, observando que demiti-la depois de relatar um ataque sexual machucaria Vought. Stillwell, ciente de que era Profundo, pede desculpas publicamente e o transfere para Sandusky, Ohio, por um período sabático. Bruto leva Hughie a um grupo de apoio aos sobreviventes de danos colaterais, mas sai depois de gritar com eles por não fazerem nada para obter justiça. Sozinho, Bruto explica a Hughie que Capitão Pátria estuprou sua esposa, que desapareceu pouco depois. Francês e Leitinho obtêm ajuda de Mesmer, um telepata, para ver na mente da fêmea, aprendendo que seu nome é Kimiko e que ela foi sequestrada pelo grupo terrorista Shining Light Liberation Army. Eles também aprendem que a Vought está fazendo terroristas impulsionados pelo Composto V empurrar sua agenda para militarizar as supers. Bruto diz a Raynor, mas quando ela se recusa a atacar Capitão Pátria, ele cancela o acordo. Enquanto isso, Mesmer dá a Capitão Pátria fotos de vigilância dos Garotos. Hughie e Annie compartilham um beijo, mas Bruto descobre, avisando-o para não confraternizar com o inimigo e ameaça contar a ela sobre Translúcido.                   |              |                                                                  |                  |                                            |                     |
| 7 | 7            | "The Self-Preservation Society" "(Sociedade da Autopreservação)" | Dan Attias       | Craig Rosenberg & Ellie Monahan            | 26 de julho de 2019 |
| Hughie e Annie reservam um quarto de hotel, onde fazem sexo e ele concorda em apresentá-la ao pai. Profundo acha entediante sua transferência para Sandusky, Ohio. Ele traz um fã para o apartamento dele, mas ela o agride sexualmente por suas brânquias. Capitão Pátria realiza uma reunião para discutir Hughie matando Translúcido, extorquindo Ezekiel e Trem-Bala matando Robin. Ele acusa com raiva a Luz-Estrela de co-conspiração, mas Maeve a defende. Quando Trem-Bala liga para Hughie, alegando que ele mantém o pai como refém, os Garotos percebem que Mesmer os traiu; um Bruto enfurecido mais tarde mata Mesmer. Hughie obtém um pouco de Composto-V para distrair o Trem-Bala e permitir que Kimiko o aleijado. Capitão Pátria pergunta ao cientista de Vought Dr. Vogelbaum sobre Becca Bruto, que informa que ela estava grávida de seu filho, mas ambos morreram e Vought o encobriu. Questionando o momento da revelação, Vogelbaum se arrepende de tê-lo criado em um laboratório, chamando Capitão Pátria de "maior fracasso". Bruto pede a Raynor para proteger as famílias de Hughie e MM em troca de provas. Enquanto Raynor explica a situação para Stillwell e Vought, ela aprende sobre o terrorista sobre-humano, "Naqib". Annie confronta Hughie, que explica o uso do Composto V pela Vought antes de Bruto chegar para tentar matá-la.                                                                               |              |                                                                  |                  |                                            |                     |
| 8 | 8            | "You Found Me" "(Achou!)"                                        | Eric Kripke      | Anne Cofell Saunders & Rebecca Sonnenshine | 26 de julho de 2019 |
| O Pentágono classifica o composto-V como uma substância controlada e lista Os Rapazes como fugitivos, enquanto Annie confronta sua mãe. Vought nega o retorno de Profundo aos Sete, causando-lhe um colapso emocional. Um Trem-Bala machucado, irritado por ter discriminado racialmente fora do traje, se recupera com Composto-V. Bruto leva Hughie a Mallory, que se recusa a participar, mas os informa sobre Stillwell e avisa Hughie sobre o desejo de Bruto por vingança. Hughie sai para pedir a ajuda de Annie, mas ela se recusa por desconfiança. Maeve se abre e pede que Luz-Estrela seja ela mesma novamente. Capitão Pátria confessa em particular a Stillwell que ele secretamente fez os super-terroristas, e eles fazem sexo. Em um local escondido, Hughie ajuda Francês e Leitinho a libertar Kimiko. Luz-Estrela os resgata, quando Trem-Bala chega, ela e Hughie lutam com ele até que o velocista sofra um ataque cardíaco. Hughie aplica RCP, mas Luz-Estrela assume o controle para que ele possa escapar. Bruto toma Stillwell como refém e a amarra a explosivos para atrair o Capitão Pátria. Depois de revelar que torturou Vogelbaum pela verdade sobre Becca, Capitão Pátria mata Stillwell. Capitão Pátria salva Bruto de sua explosão suicida e mostra onde Becca tem secretamente criado o filho de Capitão Pátria, para surpresa de Bruto e Becca.                                                                    |              |                                                                  |                  |                                            |                     |

### 2.ª temporada (2020)
| N.º na série | N.º na temp. | Título                                                                               | Dirigido por    | Escrito por         | Exibição original      |
| --- | ------------ | ------------------------------------------------------------------------------------ | --------------- | ------------------- | ---------------------- |
| 9 | 1            | "The Big Ride" "(Uma Viagem e Tanto)"                                                | Phil Sgriccia   | Eric Kripke         | 4 de setembro de 2020  |
| Os Rapazes se tornam fugitivos procurados, com Bruto acusado do assassinato de Stillwell. Escondidos juntos, Hughie, Leitinho, Francês e Kimiko descobrem que um terrorista superpoderoso com habilidades telecinéticas está à solta. Eles tentam informar Raynor, mas ela é morta por um assassino desconhecido. Contra a vontade de Hughie, Francês contata Bruto para liderar novamente os Rapazes no enfrentamento dessas novas ameaças. Hughie e Luz-Estrela chantageiam uma das cobaias de Vought, Lagartixa, para que roube uma amostra do Composto-V. O poder de Capitão Pátria sobre Vought é desafiado quando o CEO Stan Edgar faz com que a super-heroína Tempesta se junte aos Sete sem seu conhecimento. Quando Capitão Pátria não consegue intimidar Edgar, ele retorna à casa de Becca para ver Ryan. Profundo se junta à Igreja do Coletivo na tentativa de reconquistar seu lugar nos Sete. |              |                                                                                      |                 |                     |                        |
| 10 | 2            | "Proper Preparation and Planning" "(Armando a Arapuca)"                              | Liz Friedlander | Rebecca Sonnenshine | 4 de setembro de 2020  |
| Bruto faz um acordo com Mallory para capturar o terrorista superpoderoso em troca de Mallory encontrar a localização de Becca. O terrorista superpoderoso é revelado como o irmão mais novo de Kimiko, Kenji, a quem os meninos conseguem subjugar. Trem-Bala ameaça expor o envolvimento de Luz-Estrela com os Rapazes quando ele acorda de seu coma, mas Luz-Estrela o mantém quieto com o conhecimento de que ele assassinou Lâmina. Capitão Pátria permanece na casa de Becca para se tornar uma figura paterna para seu filho e ensiná-lo a usar seus poderes, apesar de Becca não querer o Capitão Pátria perto dela ou de Ryan. Na Igreja do Coletivo, Profundo é drogado e testemunha suas guelras encorajando-o a se valorizar. Maeve começa a temer que Capitão Pátria mate Elena se souber de seu relacionamento. |              |                                                                                      |                 |                     |                        |
| 11 | 3            | "Over the Hill with the Swords of a Thousand Men" "(Mil Homens Armados Com Espadas)" | Steve Boyum     | Craig Rosenberg     | 4 de setembro de 2020  |
| Capitão Pátria estimula Ryan a usar seus poderes, o que culmina com o ataque de Ryan ao Capitão Pátria para proteger Becca. Usando a amostra que ela adquiriu de Lagartixa, Luz-Estrela vaza secretamente o conhecimento de que Composto-V é responsável por dar aos super-heróis seus poderes. Edgar responde enviando os Sete, junto com Profundo, para capturar Kenji, quando ele é localizado pela polícia. Os Rapazes tentam levar Kenji para um esconderijo da CIA, mas a chegada dos Sete resulta na fuga de Kenji. Tempesta mata Kenji, massacrando vários civis em sua perseguição, e na história pública apresenta-o como culpado pelas mortes. Negando conhecimento sobre a droga, Edgar usa o incidente para destacar a necessidade de super-heróis. Tempesta torna-se alvo do Capitão Pátria por minar sua liderança e de Kimiko por matar seu irmão. |              |                                                                                      |                 |                     |                        |
| 12 | 4            | "Nothing Like It in the World" "(Não Há Nada Igual No Mundo)"                        | Fred Toye       | Michael Saltzman    | 11 de setembro de 2020 |
| Mallory fornece a Bruto a localização de Becca e uma pista sobre um super-herói conhecido como Liberdade. Bruto se infiltra na instalação, mas Becca se recusa a sair porque Bruto não aceita Ryan. Black Noir descobre a infiltração de Bruto. Ameaçada pelo Capitão Pátria, Luz-Estrela se junta a Hughie e a Leitinho na investigação sobre Liberdade. Os três descobrem que Liberdade é Tempesta, que cometeu um assassinato com motivos raciais na década de 1970 e que, apesar de sua aparência relativamente jovem, ela está na casa dos 70 anos. Luz-Estrela termina com Hughie para ajudar a garantir que eles não baixem a guarda quando envolvidos em situações perigosas, enquanto Trem-Bala é removido dos Sete devido a seus problemas cardíacos. Capitão Pátria fica mais instável quando testemunha Tempesta usurpando sua popularidade, expondo Maeve na televisão ao vivo e revelando que está ciente de seu relacionamento com Elena, bem como estabelecendo uma relação sexual com Duplicator, na forma de Stillwell, matando-o depois que ele assumiu a própria forma do Capitão Pátria em uma tentativa de seduzi-lo ainda mais. Enquanto isso, a Igreja do Coletivo tenta arrumar para o Profundo um casamento arranjado. |              |                                                                                      |                 |                     |                        |
| 13 | 5            | "We Gotta Go Now" "(Hora de Cair Fora)"                                              | Batan Silva     | Ellie Monahan       | 18 de setembro de 2020 |
| Começam as filmagens de As Origens dos Sete, Maeve fica incomodada com as histórias forçadas sobre sua sexualidade e a Vought também tenta interferir no seu relacionamento com Elena. Trem-Bala está insatisfeito com sua parte no filme, que inclui sua saída, mas é rejeitado. Desanimado com a rejeição de Becca, Bruto se esconde na casa de sua tia traficante, onde é eventualmente visitado por Hughie e Leitinho. Black Noir também surge no lugar, só sendo impedido de matar Bruto quando ele ameaça vazar imagens de Ryan, levando à interferência de Edgar. Kimiko vira matadora de aluguel, para desgosto do Francês. Profundo faz aparições públicas com sua nova esposa e em um evento da Igreja do Coletivo é visitado por Maeve, que diz que o ajudará a voltar para os Sete se ele fizer um favor para ela. Capitão Pátria vê danos na sua imagem após vazar um vídeo dele executando um super-terrorista, bem como uma malsucedida aparição em uma congregação protestando contra os Supers, e acaba pedindo ajuda para Tempesta. Quando ela ajuda a resgatar sua popularidade, Capitão Pátria retribui com uma destrutiva cena de sexo.                                                                                     |              |                                                                                      |                 |                     |                        |
| 14 | 6            | "The Bloody Doors Off" "(Arrombando Ports)"                                          | Sarah Boyd      | Anslem Richardson   | 25 de setembro de 2020 |
| Leitinho, Frânces e Kimiko se infiltram em Sage Grove, que descobrem conter pacientes instáveis do Composto-V. Francês reconhece um enfermeiro como o Facho de Luz, causando uma briga que leva a uma fuga de pacientes. Forçado a trabalhar juntos para sobreviver, Facho de Luz informa aos rapazes que Vought está tentando estabilizar o Composto-V em indivíduos adultos. Vendo seu remorso por matar os netos de Mallory, Francês a convence de deixar Facho de Luz vivo para ajudá-los. Enquanto isso, Tempesta revela que ela é a primeira cobaia de Composto-V de sucesso e viúva de Frederick Vought, querendo que o Capitão Pátria conduza os superpoderosos à dominação mundial. Maeve consegue um vídeo de Capitão Pátria abandonando o avião, e planeja usar a filmagem contra ele. Cindy, uma paciente cobaia da Vought, escapa de Sage Grove. |              |                                                                                      |                 |                     |                        |
| 15 | 7            | "Butcher, Baker, Candlestick Maker" "(O Bruto, o Belo e a Estrela)"                  | Stefan Schwartz | Craig Rosenberg     | 2 de outubro de 2020   |
| A congressista Victoria Neuman agenda uma audiência contra Vought, com o Facho de Luz como testemunha principal. Depois que Vought descobre a traição de Annie, Hughie convence Facho de Luz a se juntar a ele em uma tentativa de resgate, o que resulta na imolação deste último. Annie foge com a ajuda de Maeve, que subjuga Black Noir. Apesar da perda de Lamplighter, Bruto força Vogelbaum a testemunhar contra Vought. No entanto, a audiência é sabotada por um assassino superpoderoso que mata Vogelbaum e outros da mesma maneira que Raynor foi morto. Enquanto isso, Capitão Pátria e Tempesta manipulam Ryan para que deixe Becca. Trem-Bala começa a suspeitar da Igreja do Coletivo. Maeve e Elena terminam porque Maeve não conseguiu salvar o avião. |              |                                                                                      |                 |                     |                        |
| 16 | 8            | "What I Know" "(O Que Eu Sei')"                                                      | Alex Graves     | Rebecca Sonnenshine | 9 de outubro de 2020   |
| Aprendendo sobre Ryan com Becca, Bruto lidera os meninos no resgate dele na cabana do Capitão Pátria. Bruto renega um acordo com Edgar para que Vought recapture Ryan e, em vez disso, tenta salvá-lo e a Becca de Tempesta. Quando Tempesta ataca sua mãe, Ryan a incapacita com seus lasers oculares, mas acidentalmente mata Becca. Bruto perdoa Ryan depois que Ryan toma seu lado sobre Capitão Pátria, enquanto Maeve usa as imagens do avião para forçar Capitão Pátria a liberá-los. Com o vazamento do passado nazista de Tempesta, Edgar a vincula ao ataque de audiência enquanto os rapazes são inocentados de todas as acusações e Annie é reintegrada aos Sete. A Igreja do Coletivo também ajuda Trem-Bala a reingressar, mas não Profundo. Ryan é levado pela CIA. Hughie consegue um emprego com Neuman, sem saber que ela é a assassina superpoderosa. |              |                                                                                      |                 |                     |                        |

### Curta-metragem (2020)
| Título                                                                                               | Dirigido por    | Escrito por         | Exibição original      |
| --- | --------------- | ------------------- | ---------------------- |
| ""Butcher: A curta-metragem""                                                                        | Liz Friedlander | Rebecca Sonnenshine | 10 de setembro de 2020 |
| Fugindo após ser acusado do assassinato de Stillwell, Butcher busca a ajuda de seu velho amigo Jock. |                 |                     |                        |

## Produção

### Desenvolvimento
Entre 2008 e 2016, uma adaptação cinematográfica de The Boys esteve em vários estágios de desenvolvimento na Columbia Pictures e na Paramount Pictures.
Em 6 de abril de 2016, foi anunciado que a Cinemax estava desenvolvendo uma adaptação para séries de televisão da revista em quadrinhos. A produção estava sendo desenvolvida por Eric Kripke, Evan Goldberg e Seth Rogen. Kripke foi definido para escrever a série, enquanto Goldberg e Rogen foram definidos para dirigir. Produtores executivos foram citados como Kripke, Goldberg, Rogen, Neal H. Moritz, Pavun Shetty, Ori Marmur, James Weaver, Ken Levin e Jason Netter. Garth Ennis e Darick Robertson foram definidos como produtores co-executivos. As produtoras envolvidas com a série incluíram a Point Grey Pictures, a Original Film e a Sony Pictures Television.
Em 8 de novembro de 2017, foi anunciado que a Amazon Video havia dado à produção uma ordem de série para uma primeira temporada consistindo de oito episódios. A série estava em desenvolvimento na Amazon há alguns meses antes do anúncio do pedido da série. Também foi relatado que a equipe criativa anunciada anteriormente ainda estava anexada à série.
Em 30 de abril de 2018, foi anunciado que Dan Trachtenberg iria dirigir o primeiro episódio da série. Ele substitui Seth Rogen e Evan Goldberg, que desistiram devido a conflitos de agendamento.
Antes da estreia da série, em 19 de julho de 2019, foi anunciado que o Amazon Video havia renovado a série para uma segunda temporada. Os oito roteiros da segunda temporada foram concluídos em novembro de 2019.
Antes da estreia da segunda temporada, em 23 de julho de 2020, a Amazon renovou a série para uma terceira temporada no aftershow apresentado por Aisha Tyler para a San Diego Comic-Con@Home.

### Escolha do elenco

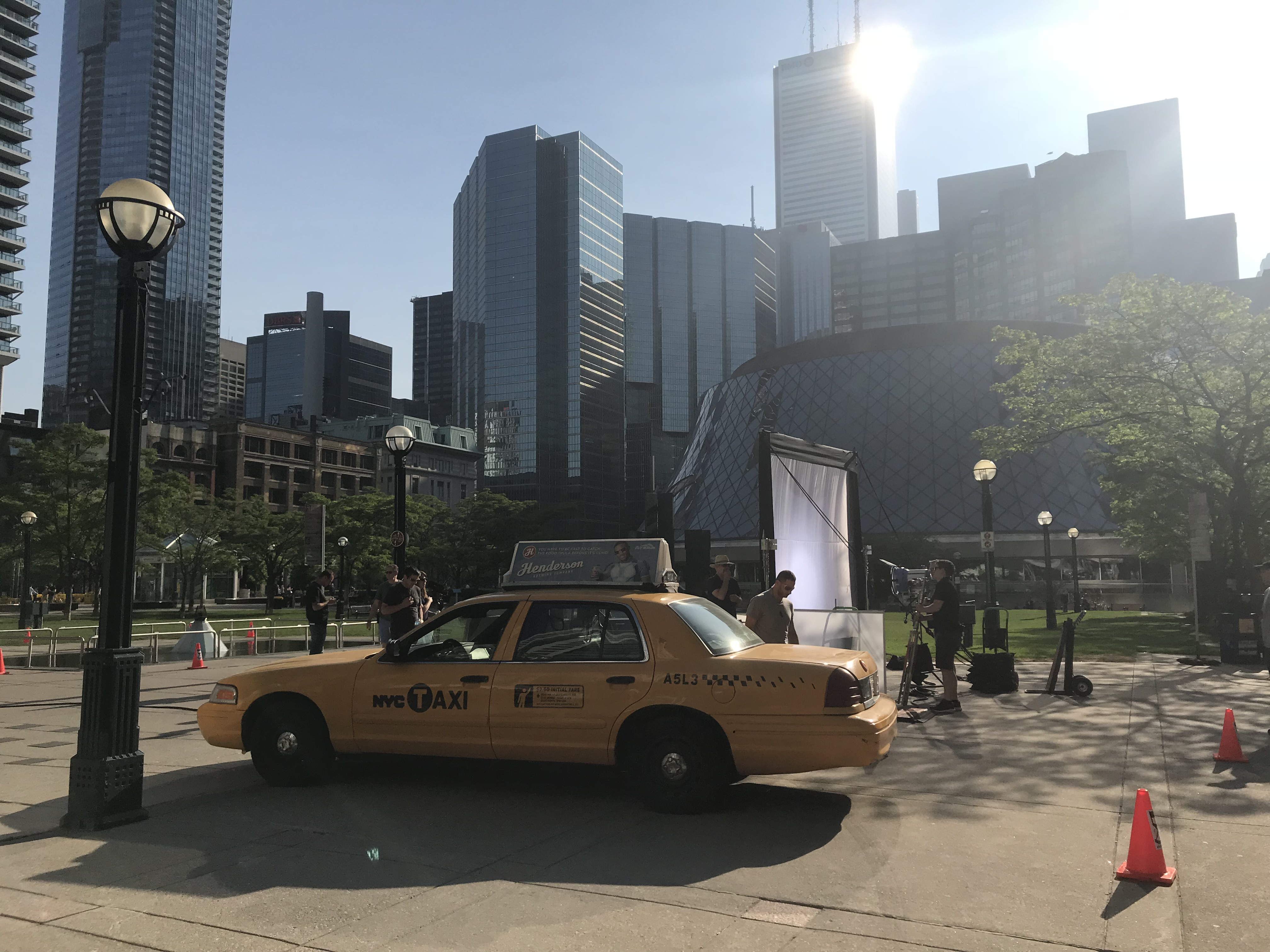
Filmagens de The Boys em Pecaut Square, Toronto.

Em 18 de dezembro de 2017, foi anunciado que Erin Moriarty foi escalada para o papel principal de Annie January/Luz-Estrela. Em 17 de janeiro de 2018, foi relatado que Antony Starr, Dominique McElligott, Chace Crawford, Jessie T. Usher e Nathan Mitchell haviam se juntado ao elenco principal. Em março de 2018, foi anunciado que Laz Alonso, Jack Quaid e Karen Fukuhara haviam sido escalados na série como regulares. Em 5 de abril de 2018, foi relatado que Karl Urban havia sido escalado para o papel principal da série de Billy Butcher. Em 16 de maio de 2018, foi anunciado que Elisabeth Shue havia sido escalada para o papel regular da série de Madelyn Stillwell. Em 25 de junho de 2018, foi relatado que Tomer Kapon havia se juntado ao elenco principal no papel de Frenchie. Em 30 de agosto de 2018, foi anunciado que Jennifer Esposito havia sido escalada para o papel recorrente da agente da CIA, Susan Raynor. Em 5 de outubro de 2018, foi anunciado durante o New York Comic Con anual que Simon Pegg havia sido escalado para o papel de pai de Hughie. Simmon Pegg havia sido escolhido, não somente porque havia contribuido nos quadrinhos, dando a permissão de o personagem de Hughie Campbell ter a sua imagem, mas Também por que tinha o crédito de ter ajudado a escrever uma das edições,  e ele inclusive deveria ter sido o próprio Hughie Campbell na adaptação cinematográfica, que acabou não acontecendo. Quando a série começou a ser feita, ele já estava muito velho para interpretar Wee Hughie, então lhe foi dado o papel de pai do Hughie.
Em 5 de setembro de 2019, Goran Višnjić e Claudia Doumit foram escalados para papéis recorrentes na segunda temporada. Um mês depois, Patton Oswalt foi anunciado em um papel não especificado. Confirmou-se que Aya Cash estava interpretando a super-heroína Stormfront em março de 2020, após negociações contratuais que começaram quando a segunda temporada foi anunciada. Em 10 de agosto de 2020, foi relatado que Shawn Ashmore foi escalado como Faloeiro para a segunda temporada. Uma semana depois, Jensen Ackles se juntou ao elenco para a terceira temporada.

### Filmagens
As filmagens da primeira temporada começaram em 22 de maio de 2018 em Toronto, Ontário, Canadá, sendo encerradas em 25 de setembro de 2018. A fotografia principal da segunda temporada ocorreu de 17 de junho a 13 de novembro de 2019, em Toronto. As filmagens para a terceira temporada estão programadas para começar em 2021.

## Música
A partitura para The Boys foi composta por Christopher Lennertz.
Todas as músicas compostas por Christopher Lennertz.
| N.º | Título                      | Duração |  |
| 1.  | "Translucent Alive"         | 1:15    |  |
| 2.  | "Truck Robbery"             | 1:34    |  |
| 3.  | "Butcher"                   | 2:39    |  |
| 4.  | "Starlight"                 | 1:17    |  |
| 5.  | "On the Trail"              | 0:55    |  |
| 6.  | "Homelander and Stillwell"  | 2:16    |  |
| 7.  | "Race of the Century"       | 1:04    |  |
| 8.  | "Boys Arrive"               | 1:19    |  |
| 9.  | "Hughie Stalls Starlight"   | 1:23    |  |
| 10. | "Maeve Spars"               | 0:37    |  |
| 11. | "Start the Race"            | 2:00    |  |
| 12. | "Popclaw Climaxes"          | 0:56    |  |
| 13. | "Hijacking"                 | 2:45    |  |
| 14. | "Kidnapping Translucent"    | 1:10    |  |
| 15. | "Ass Bomb"                  | 2:42    |  |
| 16. | "Translucent Explodes"      | 4:06    |  |
| 17. | "Hughie Trashes Room"       | 1:29    |  |
| 18. | "Translucent Visits Hughie" | 1:13    |  |
| 19. | "Planting Bug Plan"         | 0:51    |  |
| 20. | "Dock Patrol"               | 1:50    |  |
| 21. | "I'm the Hero"              | 3:15    |  |
| 22. | "Vought"                    | 1:14    |  |
| 23. | "Starlight Teams Up"        | 0:43    |  |
| 24. | "Frenchie's First Kill"     | 1:35    |  |
| 25. | "Homelander's Speech"       | 1:42    |  |
| 26. | "Butcher's Pep Talk"        | 2:28    |  |
| 27. | "Rescue the Female"         | 1:35    |  |
| 28. | "Frenchie Lost Female"      | 1:46    |  |
| 29. | "Dead Shooter"              | 0:57    |  |
| 30. | "Hospital Shootout"         | 1:12    |  |
| 31. | "Graveside Sledgehammer"    | 2:24    |  |
| 32. | "Maeve's Girlfriend"        | 1:57    |  |
| 33. | "NICU"                      | 0:51    |  |
| 34. | "Tent Confrontation"        | 1:22    |  |
| 35. | "Starlight's Speech"        | 2:13    |  |
| 36. | "Come In"                   | 1:50    |  |
| 37. | "Black Knight Not"          | 1:07    |  |
| 38. | "Kimiko's Backstory"        | 1:20    |  |
| 39. | "Subway Chase"              | 1:01    |  |
| 40. | "Mesmer and Homelander"     | 1:36    |  |
| 41. | "The Mesmerizer"            | 0:30    |  |
| 42. | "Butcher Tells Hughie"      | 1:53    |  |
| 43. | "Hughie Kisses Starlight"   | 1:03    |  |
| 45. | "SBS"                       | 2:09    |  |
| 46. | "Always a Choice"           | 2:39    |  |
| 47. | "Supe Terrorist"            | 1:36    |  |
| 48. | "A-Train Shows Up"          | 1:34    |  |
| 49. | "Shoot Out"                 | 2:49    |  |
| 50. | "I Got Teddy"               | 2:40    |  |

## Lançamento

Pôster promocional que mostra os membros dos The Boys com base na capa de The Boys Volume 11'

Em 26 de setembro de 2018, o pôster oficial da série foi lançado. Em 5 de outubro de 2018, no anual New York Comic Con, foi lançado um teaser trailer da série.
Em 24 de janeiro de 2019, outro trailer foi lançado através da conta oficial do Twitter de Seth Rogen.  A série estreou em 26 de julho de 2019, após o lançamento de outro teaser. Em 22 de julho, o Slipknot lançou um novo single chamado "Solway Firth", com um videoclipe que apresentava clipes e áudio do show. Em 26 de junho de 2020, foi anunciado que a 2ª temporada estreará em 4 de setembro de 2020, com os 3 primeiros episódios disponíveis e o restante estreando semanalmente. Um curta-metragem intitulado "Butcher" será lançado em algum ponto após o início da transmissão da segunda temporada. O trailer oficial da segunda temporada foi lançado em 4 de agosto de 2020.
Um curta-metragem companheiro intitulado "Butcher" foi lançado em 10 de setembro de 2020.

## Recepção

### Resposta da Crítica

#### 1.ª temporada
A avaliação do site Rotten Tomatoes deu para a série um índice de 84% de aprovação dos críticos, com base em 99 comentários e com uma classificação média de 7,66/10. O site disse: "Embora a milhagem do espectador possa variar, as violentas delícias e a disposição de The Boys de se envolver em temas pesados e relevantes certamente agradarão àqueles que procuram um novo grupo de anti-heróis para torcer." O Metacritic, que usa uma média ponderada, atribuiu uma pontuação de 74/100 com base em comentários de 19 críticas, o que indica "avaliações geralmente favoráveis".
Christopher Lawrence, do Las Vegas Review-Journal, escreveu: "Irreverente, deliciosamente cínico, The Boys segue a ganância e a corrupção por trás do complexo industrial de super-heróis". Matthew Gilbert, do Boston Globe, escreveu: "O elenco é bom, principalmente Shue, quem é eficientemente eficaz; Quaid, cujos desastres neuróticos, mas corajosos, são carinhosos; e Urban, que é o guia gonzo de Hughie." Kristy Puchko, da IGN, atribui ao primeiro episódio uma pontuação de 7.2 / 10 e aprecia como a história vem da história. quadrinhos, mas com mudanças inteligentes. Puchko elogia o elenco, particularmente "Moriarty traz uma nuance à sua performance que se recusa a deixar Luz-Estrela parecer uma donzela bidimensional. Ela não é ingênua. Ela é esperançosa. E é uma lutadora. Os Garotos deixam tudo isso claro em pouco tempo. " Ela conclui que "The Boys ainda pode ser um passeio emocionante, pois subverte as expectativas do gênero familiar, com reviravoltas sombrias e cenas gráficas de sexo e violência sem desculpa. O primeiro episódio tem muito trabalho pesado a ser exposto. Kripke trabalha em alguns momentos mais impressionantes, solavancos divertidos e seqüências de ação estelares." Liz Shannon Miller, do AV Club, escreveu:" Karl Urban prova ser um artista completamente comprometido como Billy Bruto, cuja dedicação em derrubar "supers" é claramente que tem um motivo pessoal, mas, novamente, quando você vê o que homens como o Capitão Pátria (Antony Starr) estão fazendo, faz sentido que ele tenha dedicado sua vida a derrubar a casa" (a Vought).

#### 2.ª temporada
No Rotten Tomatoes, a segunda temporada tem um índice de 97% de aprovação dos críticos, com base em 58 comentários e com uma classificação média de 8,28/10. O site disse: "The Boys sai balançando em uma excelente segunda temporada que se aprofunda em seus personagens complicados e aumenta a aposta da ação sem puxar nenhum de seus socos socialmente críticos." No Metacritic, que usa uma média ponderada, atribuiu uma pontuação de 80/100 com base em comentários de 13 críticas, o que indica "avaliações geralmente favoráveis".
Eric Deggans, da NPR, descreveu a segunda temporada como "um trabalho maravilhosamente subversivo e cinicamente divertido".

### Audiência
Embora a Amazon não divulgue números específicos de visualização para seus programas, Jennifer Salke, diretora da Amazon Studios, disse: "Estamos empolgados com o fato de os The Boys terem superado nossas previsões de exibição nas primeiras duas semanas e se tornado uma das series originais mais assistidas por nossos clientes do Amazon Prime Video."
Em outubro de 2019, a Nielsen anunciou que havia começado a rastrear as visualizações dos programas Amazon Prime. Ele disse que The Boys havia atraído 8 milhões de espectadores no total nos primeiros 10 dias de lançamento, tornando-o um dos programas originais de maior sucesso no Amazon Prime.